# Lee Stocking Airport
Lee Stocking Airport är en flygplats i Bahamas. Den ligger i den sydöstra delen av landet, 190 km sydost om huvudstaden Nassau. Lee Stocking Airport ligger 7 meter över havet.
Terrängen runt Lee Stocking Airport är mycket platt. Trakten är glest befolkad. Det finns inga samhällen i närheten. 